# 襄公 (斉)
襄公（じょうこう、？ - 紀元前686年）は、斉（姜斉）の第14代君主。釐公の子。

## 生涯
釐公33年（前698年）、釐公が薨去したため、子の諸児（しょげい）が立って斉君（以降は襄公と表記）となった。
襄公元年（前697年）、生前父が寵愛していた従弟の公孫無知の待遇が良すぎるため、襄公は彼の俸禄と服飾を引き下げた。
襄公2年（前696年）11月、衛の恵公が斉に亡命してきた。
襄公3年（前695年）1月、襄公は魯の桓公、紀侯と黄（斉の地）で盟を結び、衛を撃つことを謀った。5月、斉が魯の国境を侵したため、奚（魯の地）で両国が衝突した。10月、鄭で高梁弥が主君である昭公を殺し、公子亹（び）を鄭君に立てた。
襄公4年（前694年）1月、襄公と魯の桓公が濼水（斉の川）にて会合し、魯の桓公夫妻が斉にやってきた。襄公は以前、魯の桓公夫人（自分の異母妹・文姜）と私通したことがあり、今回もまた密通してしまい、魯の桓公にそれが知られてしまった。4月、そこで襄公は魯の桓公と酒を飲み、彼が酔っているすきに公子彭生に命じて彼を殺した。このことに魯の国人が責めてきたが、襄公は殺害を実行した彭生に責任をすべて押し付け、彭生を処刑して陳謝した。襄公はこの後もたびたび文姜と密通し続けた。7月、襄公は会盟の招集をかけて鄭の公子亹を誘き寄せ、高梁弥とともに彼を殺した。
襄公7年（前691年）秋、紀季（紀侯の末弟）が紀から分かれて酅（けい）を斉に献上し、斉の属国となった。
襄公8年（前690年）夏、斉が紀を攻撃し、紀侯が国を棄てて去ったため、紀は斉に併合された。
襄公9年（前689年）冬、襄公は斉にいる衛の恵公を復位させるため、宋・陳・蔡・魯とともに衛を攻撃した。翌年（前688年）、衛の恵公は復位できた。
襄公12年（前686年）、前年に襄公は連称と管至父の2人に葵丘の守りにつかせ、その1年後に交代の者を送ると言っていた。しかし、1年たっても交代の者が送られてこないので、襄公に問い合わせたところ、襄公は交代を許さなかった。このことに怒った2人は、公孫無知を奉じて反乱を起こそうと考えた。12月、公孫無知らは宮中に押し入り、宮中の人々や襄公の寵臣らを殺した上、隠れていた襄公を見つけ出して殺し、公孫無知が立って斉君となった。

## 参考資料
- 史記（繁体字中国語）（斉太公世家第二）
- 『春秋左氏伝』（桓公十六年、十七年、十八年、荘公三年、四年、五年、八年）